# Geotanca

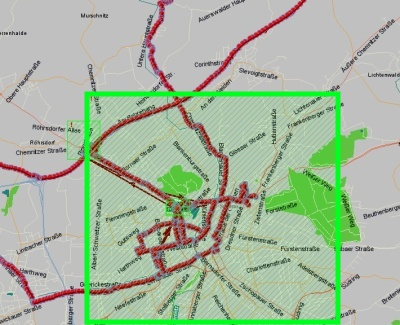
Geotanca en programari de seguiment GPS

Una geotanca és un perímetre virtual d'una àrea geogràfica del món real.
Una geotanca pot generar-se dinàmicament com un radi al voltant de la situació d'un punt. O pot ser un conjunt predefinit de límits, com les zones d'assistència a un col·legi o els límits d'un barri. També s'usen geo-tanques digitalitzades a mesura de l'usuari.
Quan l'usuari d'un localitzador d'un servei de localització (LBS), entra o surt d'una geotanca, l'aparell rep una notificació. Aquesta notificació pot contenir informació sobre la localització de l'aparell. La notificació de geotanca pot ser enviada a un telèfon mòbil o a un compte d'email.
El geo-barrat, usat amb serveis de localització de nens, poden notificar als pares quan un nen abandona una àrea designada.
El geo-barrat és un element crític del maquinari i programari telemàtic. Permet als usuaris del sistema dibuixar zones al voltant d'àrees de treball, llocs d'usuaris i àrees segures. Aquestes geo-tanques quan es creuen per un vehicle o persona equipada amb un localitzador poden disparar un avís a l'usuari o operador via SMS o e-mail.
Altres aplicacions inclouen l'enviament d'alertes si roben un vehicle i notificar als guardes quan els animals salvatges entren en zona habitada o granges.
El geo-barrat en un model d'estratègia de seguretat proporciona seguretat a les xarxes d'àrea local sense fils. Això es fa usant límits predefinits, p. ex., l'espai d'una oficina amb els límits establerts per tecnologia de posicionament adjunta a servidors especialment programats. L'espai de l'oficina és una localització autoritzada per als usuaris designats i els aparells mòbils sense fils.